# История феминизма
Фемини́зм (от лат. femina — женщина) — термин, поясняющий движение за права женщин во всех сферах общества, целью которого является устранение дискриминации женщин. Данное движение возникло на волне классического либерализма в XVIII веке, но активизировалось с конца 1960-х годов. Феминистками называют тех, кто на основе теоретических обоснований осознает подчиненное положение женщин, их социальный статус, не равный статусу мужчин, и поддерживает идею женской эмансипации (лат. emancipatio — освобождение от зависимости). Они подвергают критике сложившиеся общественные отношения, делая упор на анализ гендерного неравенства и защиту прав и интересов женщин.

## Предыстория
Предпосылки распространения феминистских идей появились во время распада феодального общества в условиях зарождения буржуазных отношений, после чего начался период найма женщин для работы и их превращения в собственниц рабочих рук. Также есть точка зрения, которая связывает распространение феминистских идей с появлением первых имен итальянских писательниц Изотты Ногароллы, Лауры Череты, Кристины Пизанской. Также к этому относится творчество Афры Бенн, Мэри Эстел, которых обычно называют первыми защитницами женских прав в Англии. Они защищали право женщины считаться такой же свободной и полноправной, как мужчины. Также французский писатель Франсуа Пуллен де Ла Барр в своем эссе «О равенстве обоих полов» (De l’égalité des deux sexes, discours physique et moral où l’on voit l’importance de se défaire des préjugez, 1673) писал о неравноправном положении женщин, что является результатом их подчинения грубой мужской силе, а вовсе не «предписания природы».

## Рождение феминизма
Начало XVIII века — период отступления от идеи гендерного равенства; особую популярность в это время получила идея культивирования женской «слабости» («слабый пол»). Но уже к середине XVIII века французские просветители способствовали возрождению феминистских идей: Вольтер писал о несправедливости женской доли; Монтескье — что женщина должна участвовать в общественной жизни; Гельвеций доказывал, что гражданская «непросвещенность женщин есть только следствие ее неполного и неправильного воспитания».
На протяжении всего XVIII века женщины европейских стран начали принимать активное участие в жизни общества. Большое количество женщин стали обладать экономической независимостью; светские дамы пытались вмешиваться в политику. Женщины просили признания их прав на гражданскую жизнь: образование, труд, уважение в семье и обществе.

В США первой американской феминисткой считают Абигейл Смит Адамс. Она вошла в историю знаменитой фразой:
«Мы не станем подчиняться законам, в принятии которых мы не участвовали, и власти, которая не представляет наших интересов».
Развитие феминизма в России началось в 1812 году, когда было создано Женское патриотическое общество. Чуть позже его участницы стали известны как «жены декабристов». Позже активными русскими женщинами были созданы ряд общественных организаций филантропического и образовательного характера.

## Феминизм «первой волны»
Во второй четверти XIX века требования феминисток в разных странах воплотились в единую общественную компанию и акцию. Поначалу приоритетным вопросом был доступ женщин к высшему образованию, а после и вопрос о законодательных реформах и праве голоса для женщин как средстве для обеспечения законодательных реформ.
В 1848 году в США, в городе Сенека Фолз (штат Нью-Йорк) участники Движения против рабства (68 женщин и 32 мужчины) подписали Декларацию позиций и резолюций, касавшуюся положения женщин. Декларация стала поворотным пунктом в истории американского и мирового феминизма.

### Суфражизм
С середины XIX века образованные женщины стали активнее участвовать в общественной жизни, требуя политического равноправия. Основным центром борьбы была Англия, отчего и взяла название от английского термина «суфражизм», что означает избирательное право и вошла в историю политического направления в феминизме.
В 1867 году в Манчестере было создано «Общество женского избирательного права» и члены начали издание «Женского суфражистского журнала». В 1868 общество было преобразовано в Национальную федерацию суфражистских обществ (НФСО), которая в течение года объединила более 5000 членов. НФСО старалась распространить идеи суфражизма в Уэльсе, Ирландии и Шотландии.
В Новой Зеландии женщины получили активное избирательное право (но не могли быть избранными) в 1893 году, а в Австралии в 1902 году женщины получили и активное, и пассивное избирательные права.
Однако в Англии принятие закона о праве женщин участвовать не только в местных, но и в парламентских выборах все откладывалось. Англичанки получили избирательное право ограниченно (только для замужних женщин) в 1918 году, а в полном объеме — в 1928 году.
В 20-е годы XX века в Европе и США феминистское движение первой волны, добившись, наряду с избирательными правами, принятия законов, разрешающих женщинам учиться в университетах и работать вне дома, посчитало свои задачи выполненными, и активность женских организаций пошла на спад.

## Феминизм «второй волны»
Родоначальницей феминизма «второй волны» стала Симона де Бовуар, хотя она не считала себя феминисткой. Но именно она рассеяла догму о естественности сексуального разделения труда, создала соотносящее «природное» (женское) с «культурным» (мужским).
В начале 60-х XX века пробуждение социального женского самосознания привело к возникновению «второй волны» феминизма.
Феминизм «второй волны» различают по следующим факторам:
- географически — американский, европейский, третьего мира, постсоветский и постсоциалистический
- этнический — феминизм «белых», «черных» и «цветных»
- конфессионально — христианский[англ.], формирующийся исламский
- по методам и направленности действий — экофеминизм, пацифистский, сепаратистский
- по идеологии — либеральный, социалистический и марксистский, радикальный
- по принадлежности к направлениям в философии и психологии — модернистский, основанный на концепции социального конструирования; постмодернистский и постструктуралистский[англ.], психоаналитический
- по сексуальной ориентации и идентичности приверженцев — лесбийский, квир-феминизм[2].

## Либеральный феминизм
Возрождение либерального феминизма связано с книгой американки еврейского происхождения — Бетти Фридан Мистика женственности (1963 г.). Вскоре в США возникла Национальная Организация Женщин, объединившая более 300 000 членов, которая провозгласила своей целью борьбу за создание равных возможностей для самореализации обоих полов. Своей главной задачей новая организация считала принятие законодательного запрета дискриминации по признаку пола во всех сферах экономической активности.
Реформирование гендерной политики США было начато в 1961 году президентом Дж. Кеннеди, создавшим Комиссию по статусу женщин для изучения ситуации с правами женщин в послевоенной Америке. В Гарварде в 1970 году среди 483 преподавателей гуманитарных и естественных факультетов не было ни одной женщины. В престижных университетах США, высших медицинских школах, школах бизнеса женщины в конце 1960-х годов составляли от 5 до 8 % студентов.

## Радикальный феминизм
Радикальный феминизм сформировался в XX веке и сейчас представляет собой самое яркое направление в феминизме. Для радикальных феминисток государство — это инструмент контроля прежде всего за женской сексуальностью, мужчины — социальная группа, вынуждающая женскую сексуальность к постоянному обслуживанию своих нужд и желаний. Показав, как женское тело и сексуальность подавляются и используются при патриархате, радикальный феминизм вынес на общественное обсуждение ранее запретные темы — сексуальных домогательств, домашнего насилия, женского сексуального удовольствия.

## Феминизм «третьей волны»
Подъём «третьей волны» феминизма начался в начале 90-х годов XX века в США. Идеологические отличия феминизма третьей волны от второй касалось сексуальности: феминизм третьей волны отказывается от понимания женской гетеросексуальности как стандарта и нормы и высоко ценит сексуальность как инструмент раскрепощения женщин. Феминизм третьей волны также критикует присущий второй волне эссенциализм в определении женственности и женского опыта за чрезмерную сосредоточенность на опыте белых женщин среднего класса. Феминистки этой волны уделяют большое внимание микрополитике и в основном опираются на постструктуралистское понимание гендера и сексуальности.